# 坂本かや
坂本 かや（さかもと かや、2000年1月17日 - ）は、日本のプロボウラー。神奈川県相模原市南区出身。永山コパボウル所属。JPBA第49期生（ライセンスNo.544）。永久A級ライセンス取得者。身長158cm、体重48kg。右投げ。大岡産業とスポンサー契約を締結している。弟にプロボウラーの坂本就馬がいる。

## 経歴
小学校5年生の時に家族でボウリングを楽しんでいたところ、永山コパボウル所属のプロボウラー、今泉秀規にレッスンへ誘われ、本格的にボウリングを始める。
2014年、相模原市立大野台中学校3年生時に第38回全日本中学ボウリング選手権大会で優勝。相模原市から市政功労表彰を受けた。
2015年、神奈川県立麻溝台高校に進学し、1年生時に第39回全日本高校ボウリング選手権大会で優勝、ハイゲーム賞、ハイシリーズ賞も獲得した。それを表彰しふたたび相模原市から市政功労表彰を受けた。10月には第38回ジャパンオープンボウリング選手権に出場。桑藤美樹に敗れ3位となった（アマチュアの部2位）。
2016年5月13日、高校2年の時にJPBAのプロテストに挑戦し、16歳3カ月26日で合格し最年少プロボウラーとなった。
プロ入り後、6月に行われた2016年度下半期女子トーナメント出場優先順位決定戦では1位となり、第32回六甲クイーンズオープントーナメントへ駒を進める。その前日に行われた第36回神戸プロアマボウリングフェスティバルでは決勝トーナメントに進むも1回戦負け、翌日行われた六甲クイーンズオープントーナメントでは予選33位に終わり準決勝へ届かなかった。
2018年7月28日に行われたスカイAカップ2018女子新人戦においてプロ初優勝を飾る。
2020年2月1日から行われたJPBA WOMEN'S ALL☆STAR GAME 2020、10月9日から行われた第36回六甲クイーンズオープントーナメント、10月11日に行われたCRYSTAL CUPの3大会で3連続優勝を果たした。
2020年5月2日から、Rankseeker運営のYouTubeチャンネル「かやすばの今日も曲げてますか？」に永野すばると不定期でライブ出演している。
2022年3月31日をもってプロ入りから約6年間サポートを受けていたレジェンドスターとの用具契約を終了した。現在用具契約はフリー。
2022年9月22日から行われた中日杯2022東海オープンボウリングトーナメントで優勝し5勝目を挙げる。
2023年7月21日から行われた中日杯2023東海オープンボウリングトーナメントに連覇を目指して出場し、予選にて自身2度目のパーフェクトゲームを達成したものの、優勝決定戦で大根谷愛に惜しくも敗れ2位となり2連覇は叶わなかった。
2023年7月28日から行われた大岡産業レディース[THE OPEN]トーナメント2023に出場、予選にて自身3度目のパーフェクトゲーム達成と共に優勝を果たして6勝目を飾り、自身のスポンサーである大岡産業へ恩返しする事ができた。
2023年12月19日、自身のブログで結婚したことと併せて入院治療が必要な病気が発覚したことを公表した。なお、命に関わる状況ではないという。
2024年2月1日、昨年末に発覚した病気の治療の手術を終えて無事に退院したことを報告した。
2025年3月12日、KISHIKAGAKU GROUP・ピュアフーズ岸プレゼンツレディースプロボウリングトーナメント2025にて優勝し通算7勝目を挙げた。

## 人物
- プロ同期には後にPリーガーとなる大嶋有香や小池沙紀、同学年の田代小夏などがいる[27]。
- 文化祭の打ち上げにクラスでボウリング場へ行く機会があったものの、プロボウラーの自分が混ざったら場がしらけるだろうと考え参加を自粛していた[28]。
- 運動を苦手としており、陸上・水泳・球技といったスポーツ全般が全くダメとのことで、高校時代の同級生はプロボウラーになった坂本のことを不思議に思っていた[28]。
- 小動物も苦手でYouTubeのボウリングchの撮影で、同じくプロボウラーの本橋優美と町田リス園に出かけた際にはリスに触れることも出来ず、怖いと言って逃げ回っていたほどである[29]。

## プロ入り後の主な戦績
※10位以内の順位のみ

### 公式戦
- 通算成績 7勝
- 公認パーフェクトゲーム達成 4回

#### 2017年
- JPBA創立50周年記念大会 - 10位
- 第12回MKチャリティーカップ - 4位
- 第40回STORMジャパンオープン - 5位
- 第40回JLBCプリンスカップ - 10位
- 第49回全日本女子プロボウリング選手権大会 - 5位

#### 2018年
- スカイAカップ第39回関西オープンボウリングトーナメント女子 - 6位
- グリコセブンティーンアイス杯第6回プロアマボウリングトーナメント女子 - 5位
- スカイAカップ2018女子新人戦 - 優勝（自身初タイトル）
- 第50回全日本女子プロボウリング選手権大会 - 7位

#### 2019年
- JPBA WOMENS ALL★STAR GAME 2019 - 5位
- KUWATA CUP 2019女子プロ部門 - 2位
- コカ・コーラカップ2019千葉オープン女子 - 9位
- 第42回JLBCクイーンズオープンプリンスカップ - 4位
- 第51回全日本女子プロボウリング選手権大会 - 2位

#### 2020年
- JPBA WOMENS ALL ★STAR GAME 2020 - 優勝
- 第36回六甲クイーンズオープントーナメント - 優勝
- CRYSTAL CUP - 優勝
- 第1回大岡産業レディースオープントーナメント - 7位
- APA PRESENTS KING'S ＆ QUEEN'S プロボウラーズトーナメント女子 - 6位
- スカイAカップ第41回関西オープンボウリングトーナメント女子 - 2位
- 第52回全日本女子プロボウリング選手権大会 - 5位

#### 2021年
- グリコセブンティーンアイス杯第8回プロアマボウリングトーナメント女子 - 5位
- 第43回STORMジャパンオープン - 8位
- 全卸連プレゼンツJPBA☆SSSカップ2021女子 - 6位
- 第53回全日本女子プロボウリング選手権大会 - 3位

#### 2022年
- JPBA WOMENS ALL★STAR GAME 2022 - 4位
- グリコセブンティーンアイス杯第9回プロアマボウリングトーナメント女子 - 5位
- アイキョーホームプレゼンツ プロボウリングレディース トーナメント 2022 - 10位
- 第38回六甲クイーンズオープントーナメント - 6位
- 中日杯2022東海オープンボウリングトーナメント女子 - 優勝
- APA PRESENTS 2022 KING'S ＆ QUEEN'S プロボウラーズトーナメント女子 - 2位
- 第43回JLBCクイーンズオープンプリンスカップ - 3位

#### 2023年
- KUWATA CUP 2022→2023女子プロ部門 - 3位
- グリコセブンティーンアイス杯第10回プロアマボウリングトーナメント女子 - 4位
- 中日杯2023東海オープンボウリングトーナメント女子 - 2位
- 大岡産業レディース[THE OPEN]トーナメント2023 - 優勝
- 2023ちゃおちゃおボウリング大会 - 3位
- 第30回千葉オープンアニバーサリーボウリングトーナメント - 9位
- 第30回千葉オープン女子ボウリングトーナメント - 3位

#### 2024年
- スカイAカップ第45回関西オープンボウリングトーナメント女子 - 2位
- 中日杯2024東海オープンボウリングトーナメント女子 - 9位
- 大岡産業レディース[THE OPEN]トーナメント2024 - 3位
- 2024ちゃおちゃおボウリング大会 - 6位

#### 2025年
- KISHIKAGAKU GROUP・ピュアフーズ岸プレゼンツ レディースプロボウリングトーナメント2025 - 優勝